# José Izquierdo
José Izquierdo, né le 7 juillet 1992 à Pereira, est un footballeur international colombien. Il évolue comme ailier gauche.

## Biographie
José Izquierdo commence sa carrière en 2010 lorsqu'il joue avec le Deportivo Pereira en D1 Colombienne. Là-bas, il joue 69 matchs et marque 14 buts. 
Il quitte Deportivo Pereira en 2014 pour rejoindre Once Caldas, toujours en D1 Colombienne. 
En août 2014, il quitte la Colombie pour rejoindre l'Europe et la Belgique au Club Bruges. Il est transféré par le club pour faire oublier Maxime Lestienne, parti à Al-Arabi. En août 2015, il prolonge son contrat à Bruges jusqu'en juin 2019.
Le 8 février 2017, José Izquierdo devient le premier colombien à remporter le Soulier d'Or, trophée qui récompense le meilleur joueur de Jupiler Pro League de l'année civile écoulée. 
Le 5 mai 2017, lors d'un match à Charleroi, il marque le premier triplé de sa carrière. 

## Palmarès
- Club Bruges KV
  - Coupe de Belgique
    - Vainqueur :  2015

  - Championnat de Belgique
    - Champion : 2016; 2022
    - Vice-champion : 2017

  - Supercoupe de Belgique
    - Vainqueur : 2016

### Distinctions personnelles
- Soulier d'or 2016